# Бозаро
Боза̀ро (на италиански и на венециански: Bosaro) е село и община в Северна Италия, провинция Ровиго, регион Венето. Разположено е на 3 m надморска височина. Населението на общината е 1608 души (към 2012 г.).